# Partido Nacional Democrático (Barbados)
El Partido Nacional Democrático (en inglés: National Democratic Party) o NDP fue un partido político centrista que existió en Barbados entre 1989 y 1994 como el primer tercer partido relevante en la arena política en medio del bipartidismo entre el Partido Laborista de Barbados (BLP) y el Partido Democrático Laborista (DLP). Fue fundado de hecho como una escisión de este último, con cuatro parlamentarios del DLP pasándose a la oposición y estableciendo el NDP. Dado que superaban por un escaño al BLP, el NDP obtuvo el liderazgo de la oposición durante todo el resto de la legislatura 1986-1991. Sin embargo, tras las elecciones generales de 1991, en las que fue el primer tercer partido en presentar candidatos a todas las circunscripciones, perdió toda su representación parlamentaria. En las elecciones de 1994, logró obtener un escaño para su jefe, Richard Haynes, en la circunscripción de St. Michael South Central. Sin embargo, el partido decayó rápidamente y se disolvió poco después de las elecciones, sin volver a disputar ninguna otra.